# Floirac (Lot)
Floirac è un comune francese di 277 abitanti situato nel dipartimento del Lot nella regione dell'Occitania.

## Società

### Evoluzione demografica
Abitanti censiti